# Steaua Chișinău
Pour les articles homonymes, voir Steaua.
Le Steaua Chișinău (également appelé CSCA Chișinău) était un club moldave de football fondé en 1992 et basé à Chișinău. En 2008, il fusionne avec le FC Rapid Ghidighici et donne ainsi naissance au CSCA-Rapid Chișinău.

## Historique
- 1992 : Fondation.
- 2004 : Première participation à la Divizia Națională.
- 2008 : Fusion avec le FC Rapid Ghidighici et naissance du CSCA-Rapid Chișinău.